# Goodnight Vienna
| Recensione       | Giudizio |
| ---------------- | -------- |
| AllMusic         | [ 2 ]    |
| Hervé Bourhis    | [ 4 ]    |
| DeBaser          | [ 5 ]    |
| Robert Christgau | B-       |
| MusicHound       | [ 7 ]    |

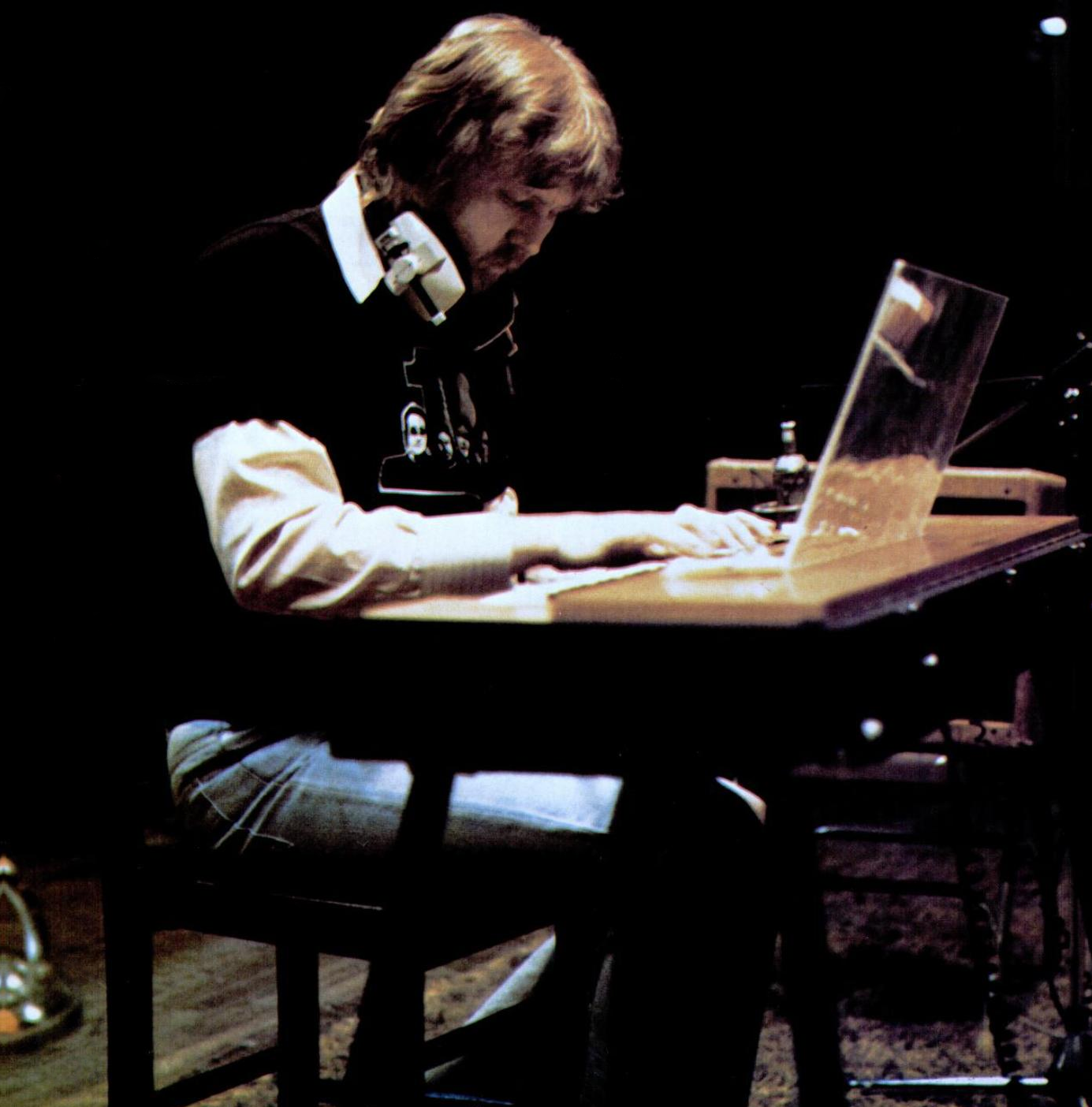
Harry Nilsson

Goodnight Vienna è il quarto album solista di Ringo Starr, pubblicato nel 1974.

## Descrizione
Venne pubblicato su etichetta Apple Records il 15 novembre 1974 nel Regno Unito e il 18 novembre negli States. Fu il suo ultimo album studio a essere stato pubblicato per l'etichetta; l'ultimo in assoluto fu la compilation Blast from Your Past del 1975.
Il nome dell'album è ispirato a un musical omonimo del 1932 di Herbert Wilcox, con musiche di George Posford.

### Composizione dei brani e partecipazione
Il precedente album, Ringo, del 1973, di grande successo commerciale, era principalmente basato sulla collaborazione di amici di Starr nel mondo della musica. Lo stesso avviene su Goodnight Vienna, ma, a differenza del precedente, dove apparivano tutti i Beatles, qui la collaborazione con i suoi ex-compagni si riduce al solo John Lennon. Infatti, Paul McCartney era impegnato con i Wings per promuovere il disco Band on the Run, mentre George Harrison, da solista, promuoveva Dark Horse. Ugualmente, con le bonus tracks, compaiono tutti e quattro i Beatles: a Six O'Clock suona McCartney, con la moglie Linda, e a Back Off Boogaloo suona Harrison. Altri personaggi di spicco nel mondo della musica ad apparire su questo 33 giri furono Billy Preston, Klaus Voorman, Dr. John, Elton John, Robbie Robertson, Harry Nilsson e Nicky Hopkins.
Le uniche guest star a contribuire con un brano furono Lennon, Elton John e Nilsson, che composero rispettivamente (It's All Down to) Goodnight Vienna e la sua reprise, brani scritti appositamente per Ringo, Snookeroo, scritta con Bernie Taupin, ed Easy for Me. Ringo e Vini Poncia, suo frequente coautore, composero Oo-Wee e All by Myself, mentre solo il primo Call Me. Nel brano compaiono varie cover: Only You (And You Alone), di Buck Ram e Ande Rand, Occapella di Allen Toussaint, Husbands and Wives di Roger Miller e No No Song; di quest'ultima canzone a volte i crediti indicano solo Hoyt Axton, mentre altre volte si aggiunge David Jackson. Il primo pubblicò una sua versione, ma dopo quella di Ringo Starr. La realizzazione della cover di Only You venne suggerita da Lennon. Starr e Nilsson furono compagni di sbronze di Lennon durante il celebre lost weekend di quest'ultimo.

## Registrazione
John Lennon inviò un demo al compagno di (It's All Down to) Goodnight Vienna, registrato il 28 luglio, e di Only You (And You Alone) poco prima l'inizio delle registrazioni dell'album. Ambedue le registrazioni sono state poi incluse sulla John Lennon Anthology del 1998, così come il demo di I'm the Greatest. L'album venne registrato, ad agosto, ai Sunset Sound Studios ed ai Producer's Workshop Studios di Los Angeles, sotto la produzione di Richard Perry. Le tracce Goodnight Vienna ed Only You vennero registrate il 24 agosto, con la supervisione di Lennon. Nel brano Easy for Me, di Nilsson, l'arrangiamento degli archi è ad opera di Trevor Lawrence e Vini Poncia, e l'orchestra è stata condotta da Perry. Dalle sessioni di registrazione rimase uno scarto, Snookian, che venne pubblicato nel singolo No No Song/Snookian/Snookeroo, distribuito dalla Capitol Records nel 1983.

## Pubblicazione
L'album ebbe un grande successo: arrivò all'ottava posizione negli USA con vendite complessive poco sotto al milione di copie ed alla trentesima nel Regno Unito; fu l'ultima volta che un disco del batterista entrò in classifica in Inghilterra per un lungo periodo di tempo, fino a Vertical Man del 1998. Il numero di serie negli States era Apple PCS 7168, mentre in Gran Bretagna SW 3417. Il 33 giri entrò nelle classifiche di numerosi altri stati: in Canada arrivò alla quattordicesima posizione, in Germania alla trentanovesima, in Austria all'ottava, in Norvegia alla settima, in Italia alla dodicesima, in Australia all'undicesima, in Danimarca quinto ed in Francia alla quarta. Nelle classifiche di fine anno, negli Stati Uniti è arrivato sessantunesimo, in Italia quarantaduesimo, in Francia ventiquattresimo, in Australia ottantesimo ed in Canada sessantottesimo. Nel Regno Unito venne eliminato dal catalogo nel dicembre 1979. Negli States venne ristampato nel febbraio 1981 dalla Capitol Records con il numero di serie SN-16219.
Anche i singoli riscossero successo. Il primo singolo estratto dall'album, Only You (And You Alone)/Call Me, venne pubblicato l'11 novembre 1974 negli Stati Uniti ed il 15 dello stesso mese in Gran Bretagna. Il singolo raggiunse la sesta posizione sulla classifica Billboard Pop 100 e la prima su quella dell'Adult Contemporary negli USA e la ventottesima nel Regno Unito. Il 27 gennaio 1975 venne pubblicato No No Song/Snookeroo in America; raggiunse la terza posizione su Billboard e la prima in Canada. Il 21 febbraio invece uscì Snookeroo/Oo-Wee solo nel Regno Unito, e fu il primo 45 giri di Ringo a non entrare in classifica. L'ultimo singolo estratto dal 33 giri fu Goodnight Vienna/Oo-Wee, che non venne pubblicato in patria; il lato A consiste in un medley tra la prima e l'ultima traccia dell'album. Il disco arrivò alla trentunesima posizione negli USA ed alla tredicesima nel Canada. Per promuovere la compilation Blast from Your Past del 1975, il 9 gennaio dell'anno seguente venne pubblicato il singolo Oh My My/No No Song dalla Apple Records nel Regno Unito; il 45 giri, l'ultimo di Ringo per la Apple Records, non entrò in classifica.
La copertina venne disegnata da Ray Koara, ed è tratta dal film The Day the Earth Stood Still del 1951. Il posto di Ringo era originariamente di Micheal Rennie, ed era il robot Klaatu. Le fotografie apparse all'interno dell'album sono state invece scattate da Larry Emerine. Nel 1976 una band canadese, chiamata Klaatu, realizzarono un album dallo stesso titolo, il quale fece credere a molte persone che fossero i Beatles sotto pseudonimo, per cui il 33 giri vendette un milione di copie. In un poster dell'album appaiono anche le parole per far "risvegliare" la macchina, ovvero "Klaatu Barada Nitku".
Per promuovere l'album, venne realizzato uno spot televisivo, ripreso il 14 novembre 1974 sul tetto del Capitol Records Building di Los Angeles, con Ringo vestito in una tuta da astronauta. Nel video, prodotto dalla Vidtronics Company, si vede Starr suonare la batteria e, nella strada, marciare una banda; in una visione panoramica, lo si vede salutare dal tetto dell'edificio. Nel sottofondo si possono sentire Goodnight Vienna, Only You e delle conversazioni tra Lennon e Ringo. Per Only You è stato realizzato un videoclip, diretto da Stanley Dorfman, con un tema simile a quello della copertina dell'album. Nel filmato appare anche Harry Nilsson, il quale legge un giornale con la fotografia di Starr con la tuta d'astronauta; dopo quest'inquadratura, compare anche l'arrivo del batterista su di un'astronave, e la partenza dei due a bordo di un elicottero. Venne trasmesso per la prima volta sul Top of the Pops del 19 dicembre 1974.
Sia sulla raccolta Blast from Your Past del 1975 che su Photograph: The Very Best of Ringo del 2007 compaiono i brani No No Song ed Only You (And You Alone); sulla seconda ci sono inoltre (It's All Down to) Goodnight Vienna e Snookeroo. Sulla versione digitale di Photograph, intitolata Photograph: The Digital Greatest Hits, compare anche Oo-Wee, al posto di Hey Baby.
L'album è stato ristampato su CD nel dicembre 1992, con 3 bonus tracks.

## Tracce

### Lato A
1. (It's All Down to) Goodnight Vienna – 2:35 (John Lennon)
2. Occapella – 2:55 (Allen Toussaint)
3. Oo-Wee – 3:46 (Vini Poncia, Richard Starkey)
4. Husbands and Wives – 3:34 (Roger Miller)
5. Snookeroo – 3:27 (Elton John, Bernie Taupin)

### Lato B
1. All By Myself – 3:21 (Vini Poncia, Richard Starkey)
2. Call Me – 4:07 (Richard Starkey)
3. No No Song – 2:33 (Hoyt Axton, David Jackson)
4. Only You (And You Alone) – 3:26 (Buck Ram, Ande Rand)
5. Easy for Me – 2:20 (Harry Nilsson)
6. Goodnight Vienna (Reprise) – 1:20 (John Lennon)

### Ristampa su CD

#### Brani aggiuntivi
1. Back Off Boogaloo – 3:22 (Richard Starkey) – originariamente pubblicata come singolo nel 1972
2. Blindman – 2:46 (Richard Starkey) – lato B di Back Off Boogaloo
3. Six O'Clock (Extended Version) – 5:23 (Paul McCartney) – extended version del brano originariamente apparso su Ringo

## Formazione

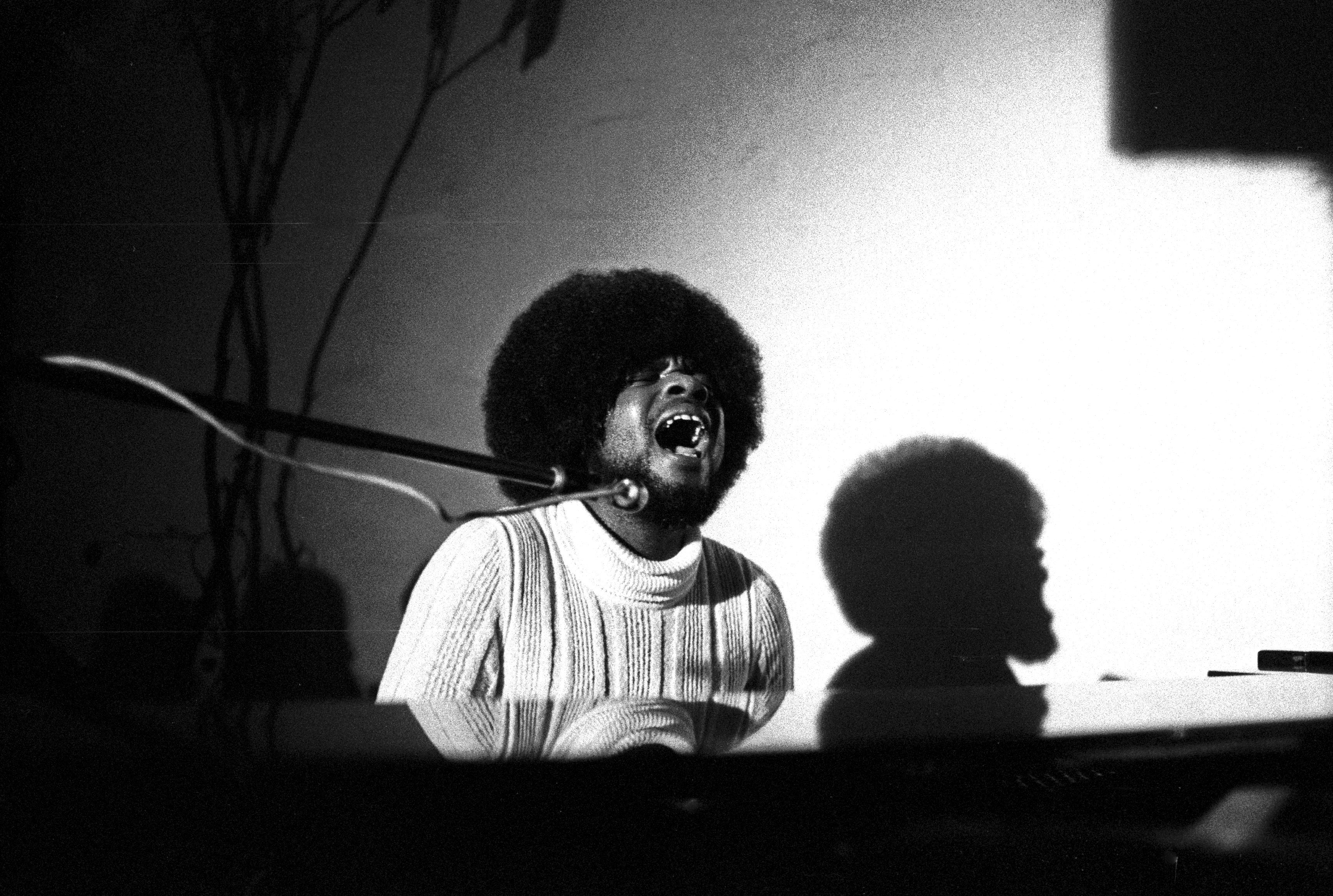
Billy Preston

- Ringo Starr: voce, batteria, percussioni a No No Song
- Lon Van Eaton: chitarra e corni a Goodnight Vienna, chitarra ad Occapella, chitarra acustica ad Husbands and Wives, cori a Call Me
- Jesse Ed Davis: chitarra a Goodnight Vienna, Occapella, chitarra elettrica a No No Song, Only You
- Dennis Coffey: chitarra ad Oo-Wee
- Richard Bennett: chitarra solista ad Husbands and Wives
- Vini Poncia: cori e chitarra acustica ad Husbands and Wives, cori ad All by Myself
- Robbie Robertson: chitarra a Snookeroo
- Alvin Robinson: chitarra ad All by Myself
- Steve Cropper: chitarra a Call Me, chitarra elettrica ad Only You
- Klaus Voorman: basso elettrico in tutti i brani eccetto Husbands and Wives, Only You ed Easy for Me, cori a Call Me
- John Lennon: pianoforte a Goodnight Vienna, chitarra ad All by Myself, chitarra acustica ad Only You
- Dr. John: pianoforte elettrico a Occapella, pianoforte ad Oo-Wee, All by Myself
- Billy Preston: clavinet a Goodnight Vienna, piano elettrico ad Only You
- Tom Hensley: piano elettrico ad Husbands and Wives
- Nicky Hopkins: piano elettrico a No No Song
- Carl Fortina: fisarmonica a Goodnight Vienna, Husbands and Wives
- Elton John: pianoforte a Snookeroo
- David Foster: pianoforte a Call Me
- Lincoln Mayorga: pianoforte ad Easy for Me
- James Newton Howard: sintetizzatore a Snookeroo
- Jim Keltner: batteria a Goodnight Vienna, Occapella, Oo-Wee, Snookeroo, All by Myself ed Only You
- Trevor Lawrence: corni a Goodnight Vienna, Occapella, Oo-Wee, Snookeroo, All by Myself, No No Song
- Steve Madaio: corni a Goodnight Vienna, Occapella, Oo-Wee, Snookeroo, tromba ad All by Myself
- Bobby Keyes: corni a Goodnight Vienna, Occapella, Oo-Wee, Snookeroo, All by Myself, No No Song
- Lou McCreey: corni ad Occapella, Oo-Wee, All by Myself
- Chuck Finley: corni a Snookeroo
- Clydie King: cori a Goodnight Vienna, Occapella, Oo-Wee, All by Myself
- The Blackberries: cori a Goodnight Vienna, Oo-Wee
- The Masst Abbots: cori a Goodnight Vienna
- Jim Gilstrap: cori ad Occapella
- Joe Greene: cori ad Occapella, Snookeroo
- Ira Hawkins: cori ad Occapella
- Joe Greene: cori a Snookeroo, All by Myself
- Linda Lawrence: cori a Snookeroo, All by Myself
- Richard Perry: basso vocale ad All by Myself, cori a Call Me
- Derrek Van Eaton: cori a Call Me
- Cynthia Webb: cori a Call Me
- Harry Nilsson: cori a No No Song, Only You[1]